# Ordine di Spitamene
L'Ordine di Spitamene è un'onorificenza del Tagikistan.

## Storia
L'ordine è dedicato a Spitamene, luogotenente di Besso che, consegnato questo ad Alessandro Magno, prese le redini di quel che restava dell'esercito.

## Classi
L'ordine dispone delle seguenti classi di benemerenza:
- I classe
- II classe

## Assegnazione
- La I classe è assegnata ad alti ufficiali delle forze armate e persone di alto livello nel comando del personale delle agenzie per gli affari interni per premiare i risultati ottenuti nella leadership, nel comando e nel controllo, assicurando elevati livelli di prontezza al combattimento, l'eccellente organizzazione dei militari, un servizio esterno ed interno nella difesa, nella sicurezza e nell'ordine pubblico.
- La II classe è assegnata al personale militare, ai funzionari giovani e anziani, ai sottufficiali e al personale di truppa, agli ufficiali dei corpi per gli affari interni che nell'esercizio delle funzioni militari e di servizio abbiano commesso atti valorosi in circostanze estreme nella lotta contro la criminalità.

## Insegne
L'insegna di I classe è un distintivo da portare con un nastro con una rosetta sul lato sinistro del petto.
L'insegna di II classe è un distintivo da portare con un nastro sul lato sinistro del petto.